# Maurice Courant
Pour les articles homonymes, voir Courant.
Ne doit pas être confondu avec Maurice Courant (peintre) ou Maurice Courant (poète).
Maurice Courant, né à Paris le 12 octobre 1865 et mort à Caluire-et-Cuire (près de Lyon) le 18 août 1935, est un professeur de langues orientales, considéré comme le père des études coréennes en France et en Europe. Il a écrit des livres et de nombreuses études principalement sur la Corée mais aussi sur la Chine et le Japon. Il a rédigé une bibliographie en quatre volumes — composée de trois tomes et un supplément — sur les livres coréens, considérée comme une œuvre monumentale. Il est décrit comme catholique pratiquant et l'ami des missionnaires.

## Biographie
Maurice Auguste Louis Marie Courant est né à Paris le 12 octobre 1865, au 6 rue Franklin. Son père est Charles Isidore Courant (né à Paris en 1826, mort en 1888) et sa mère est Marie Cosnard (née en 1835, morte en 1907, fille d'un notaire parisien). Son seul frère ayant atteint l'âge adulte est Henri (né en 1871, mort en 1925).

### Enfance
Dans son article de 1983, Daniel Bouchez indique qu'aucun élément n'a été retrouvé sur son enfance et son adolescence.

### Études
Il est bachelier ès lettres et ès sciences en 1883. La même année, il commence des études à la faculté de droit de l'université de Paris et, tout en continuant les études de droit, il s'inscrit aux cours de chinois et japonais en 1885 à l'École nationale des langues orientales vivantes (ENLOV) devenue l'Institut national des langues et civilisations orientales (INALCO). Son professeur de japonais est Léon de Rosny, il s'est lié pendant cette période à l'ENLOV à Édouard Chavannes. En 1886, il obtient une licence de droit à l'université de Paris. En deuxième et troisième année à l'ENLOV, il est bénéficiaire d'une bourse et obtient en 1888 les diplômes de chinois et de japonais,.
Le parcours classique de ses études en langues orientales menait vers un poste d’interprète auprès du ministère des Affaires étrangères. Logiquement, il prend le chemin classique et devient élève-interprète auprès de la légation de France à Pékin.

### Vie privée
Il a eu cinq enfants avec Hélène Schefer :
- Charles Courant, né le 16 avril 1894 à Tokyo, mort en 1895 ou 1896 à Tianjin des suites du choléra ;
- Louis Courant, né le 28 février 1895 à Tokyo, mort en 1895 ou 1896 à Tianjin des suites du choléra (le même jour que son frère aîné, Charles Courant, né en 1894) ;
- Charles Courant, né le 7 septembre 1896 en France, mort en 1930 ;
- Louis Courant, né en 1899, mort en 1903 ;
- Jean Courant, né en 1902, mort en 1950, marié en 1936, sans enfant[1].

Maurice Courant n'a jamais eu de petit-enfant.
Il divorce le 13 janvier 1921. Il n'a jamais trouvé dans sa femme une confidente et dit de ses deux enfants, Charles et Jean, alors âgés de 25 et 19 ans qu'ils sont des « esprits faibles » et des « minus habens ».
Après leur séparation, Hélène Schefer est partie vivre avec Charles et Jean à Veurey-Voroize, en Isère. Elle est morte le 29 juillet 1933 à 62 ans.

### Carrière professionnelle
De 1888 à 1890, il est élève-interprète de chinois à la légation de France à Pékin pendant 21 mois ; durant cette période, il écrit La Cour de Péking, pour lequel il reçoit le prix d’interprétariat en 1891. Cette œuvre ayant été publiée sans son autorisation, alors qu'il la concevait comme devant faire partie d'un développement plus ample, il ne persiste pas à continuer ce projet.
Le 23 mai 1890, il est muté à la fonction d’interprète-chancelier de coréen à la légation de France en Corée à Séoul pendant 21 mois, jusqu'au 10 février 1891,,. La représentation française à ce moment est uniquement composé de deux personnes, Maurice Courant (remplaçant François Guérin dans ses fonctions) et Victor Collin de Plancy, consul et commissaire de France en Corée. Il noue une amitié avec Gustave Mutel au moment où celui-ci revient à Séoul en 1890 ; il entretient une correspondance avec ce dernier jusqu'à la fin de sa vie. Mutel est une aide essentielle pour Courant pour l'avancée de ses travaux de bibliographie coréenne ; Mutuel lui fournit des renseignements bibliographiques et historiques. Courant n'aurait pas pu faire la bibliographie sans les services rendus par Mutel.
Maurice Courant est morose pendant les trois premiers mois de son séjour à Séoul mais ses discussions avec Victor Collin de Plancy attisent son intérêt, Collin lui montrant sa collection grandissante d'ouvrages sur la littérature coréenne. C'est de ses conversations que naît l'idée de faire un catalogue puis une bibliographie. Au départ, Victor Collin de Plancy présente ce projet comme étant personnel et ancien, dans lequel Maurice Courant pourrait l'aider. D'abord réticent, Courant finit par l'assister puis l'idée de catalogue se transforme en bibliographie. L'idée est partagée avec Charles Schefer (administrateur de l'École des langues orientales) et un accord est conclu fin 1891 pour nommer ce travail Tableau de la littérature coréenne, à imprimer par les éditions Leroux aux Publications de l'École des langues orientales vivantes. Alors que Collin et Courant travaillent séparément sur la réalisation de notices, début 1892, Collin l'informe qu'il décide de ne pas apposer son nom sur l'ouvrage estimant en avoir fait trop peu pour cela ; par la même occasion, il explique avoir monté et participé à ce projet uniquement pour tirer Courant de sa morosité en l'intéressant au pays où le sort l'avait placé, de la mélancolie dans laquelle il le voyait plongé.
Il quitte la Corée le 10 mars 1892 au terme d'un passage de 21 mois, en étant définitivement attaché à ce pays, avec des projets importants en cours, comme la bibliographie coréenne. Il n'est jamais revenu de manière longue dans ce pays malgré ses nombreuses sollicitations au ministère.
Il est transféré à Pékin en mars 1892, ville dans laquelle il ne reste que quelques mois, jusqu'en octobre 1892. En octobre 1892, il rejoint la France et, le 30 janvier 1893, il se marie avec Hélène Schefer (?-1933), fille de Charles Schefer, administrateur de l'ENLOV.
En novembre 1893, il assure l'intérim de Joseph Dautremer au poste d'interprète de la légation de Tokyo, alors que Dautremer revient à son poste en juin 1894, il est sous ses ordres en attente d'une nouvelle affectation.
Le 1er juin 1895, il quitte le Japon pour un poste à Tianjin, en Chine.
Il retourne en France après son séjour à Tianjin et, à partir du 4 février 1897, il travaille pour remettre en ordre le catalogue des fonds d'Extrême-Orient de la Bibliothèque nationale de France. Courant considère alors ce travail comme un moyen de gagner de l'argent et d'améliorer ses chances pour être professeur à l'ENLOV. Il travaille à temps plein sur ce projet de 1897 à 1900, puis à temps partiel (2 mois par an) de 1900 à 1912.
De 1897 à 1899, il est chargé de la chaire de chinois au Collège de France, en remplacement temporaire d'Édouard Chavannes qui est malade.
Le 21 février 1897, il fait une conférence au musée Guimet sur la Corée jusqu’au IXe siècle et ses rapports avec le Japon. Le 17 décembre 1899, il fait une autre conférence au musée Guimet, sur les cultes coréens.
Il vise un poste de professeur à l’INALCO pour une chaire de japonais mais ce souhait ne se réalise pas,. Il devient maître de conférences chargé de cours de chinois à la Faculté des lettres de Lyon à partir de 1900 pour une chaire créée par la Chambre de commerce et d'industrie de Lyon. Il y enseigne la langue chinoise et dispense des cours sur la culture coréenne. Il reste professeur durant 35 ans mais sans parvenir à avoir un successeur ou un disciple capable de reprendre et continuer son œuvre. Il prodigue des cours sur la Corée et son histoire à Lyon, au moment même où le Japon est maître du pays, ce qui impose le respect des Coréens et coréanisants après 1945.
En 1910 (ou début 1911), il se blesse au poignet de la main droite et sa production littéraire se tarit à partir de ce moment,.
Il n'est pas mobilisé pour la guerre de 1914-1918.
En 1917, il souffre d'une pneumonie et reprend de la force à partir du printemps 1918.
À l'armistice, il ouvre un cours public d'histoire de l'Extrême-Orient et traite de la modernisation du Japon.
Après 1919, il assiste le président de l'Université de Lyon dans l'établissement d'une Maison franco-japonaise à Tokyo en 1924 et un institut franco-chinois à Lyon.

#### Pavillon coréen à l'exposition universelle de Paris de 1900
Lors de l'exposition universelle de 1900 à Paris, il sert en tant que commissaire du pavillon coréen. Il écrit, en cette même année 1900, un ouvrage qui évoque la Corée et cette exposition « Souvenir de Séoul, Corée – Le Pavillon Coréen au Champ-de-Mars ».

#### Maison franco-japonaise à Tokyo
En 1919, Paul Joubin, recteur de l'Université de Lyon, est missionné par le ministère de l'Instruction publique pour établir un rapprochement avec les intellectuels du Japon avec une université française. Joubin propose à Courant de l'accompagner, ce qu'il accepte et ils partent à Tokyo en juin 1919. À Tokyo, ils transmettent l'idée d'un resserrement des liens d'amitié entre les deux nations plutôt que d'un institut français initialement prévu. En juillet 1919, le ministère de l'instruction publique enjoint Joubin à faire la même chose à Pékin. Courant et Joubin, laissant les japonais se concerter et réfléchir à l'idée de rapprochement culturel, vont à Pékin en juillet 1919. En août 1919, Joubin part de la Chine pour retourner en France en raison du début de l'année scolaire. Courant doit alors poursuivre seul les entretiens à Tokyo. Pour retourner à Tokyo, Courant utilise les chemins de fer et traverse donc la Corée, il passe par Pyongyang, Séoul (où il s'entretient avec son grand ami Gustave Mutel) et Taegu, avec une traversée totale de seulement deux semaines ne lui laissant pas le temps d'y faire les études qu'il aurait souhaité y faire. Ce deuxième voyage en Corée est pour lui le dernier dans ce pays. Vers la mi-septembre, il rejoint Tokyo pour continuer les discussions avec un budget pour le financement que lui a laissé Joubin. Fin septembre 1919, il rentre en France. Le projet de maison française à Tokyo aboutit finalement en 1924 grâce à Paul Claudel.

#### Institut franco-chinois de Lyon
L'idée de création d'une organisation d'apprentissage pour les chinois à Lyon date du voyage de juillet 1919 avec Paul Joubin mais c'est en France que le projet de création est mené. C'est Li Shizeng l'interlocuteur chinois pour ce projet d'accueil d'étudiants en France, avec son organisation la « Société franco-chinoise d'éducation » mais il n'a pas reçu de mandat de la Chine pour une telle entreprise et n'a pas fait de demande au ministère de l'Instruction publique mais directement à l'Université de Lyon et à son recteur.
Li Shizeng fait la proposition à Joubin (recteur de l'Université de Lyon) de fonder à Lyon une université franco-chinoise, pouvant accueillir deux mille étudiants chinois. C'est à Maurice Courant que revient le rôle de représenter l'Université de Lyon pour ses négociations. Le principal problème se porte sur le financement et sur la taille du projet. Le recteur Joubin s'engage à accueillir 200 élèves (sur les 2 000 demandés).
L'Université de Lyon commençe à construire sur un terrain cédé par le ministère de la Guerre mais les débats portent sur la composition des dirigeants de la structure qui piloterait cet institut (avec le camp de Courant qui veux une proéminence d’individu français à la tête de la futur organisation et Chu Minyi (puis Gao Lu) privilégiant l'égalité entre chinois et français).
Finalement, il y a eu la parité (six Français, six Chinois) au conseil d'administration de l'« association universitaire franco-chinoise ». Courant n'a pas réussi à gagner avec sa vision de « l'Université de Lyon maître chez elle » car l'institut reçoit des étudiants qui sont désignés par les autorités universitaires chinoises, même si l'Université de Lyon en définit les entrées avec des conditions d'aptitudes.
Maurice Courant a été secrétaire de l'Association universitaire franco-chinoise pendant quinze ans.
À l'Institut franco-chinois de Lyon (IFCL) les problèmes sont survenus quand Li Shizeng a voulu faire intégrer au moins 300 étudiants parmi les 2 000 étudiants-ouvriers du projet initial (notamment les plus précaires qui étaient au chômage) mais n'y est pas parvenu. De nombreux étudiants avaient placé leurs espoirs dans l'admission pour cet institut et plusieurs organisations politiques dont le Parti communiste chinois (PCC) ont mis de l'huile sur le feu. C'est ce facteur et des intrigues politiques du ministre de France à Pékin, Maugras, et du ministre de Chine en France, Chen Lu, qui mis le feu au poudre. Cent seize étudiants, avec l'aide du ministre de Chine en France ont manifesté le 21 septembre 1921, ils se sont déchaînés le lendemain et ont été arrêtés par les forces de l'ordre. Les étudiants participants aux manifestations ont été rapatriés en Chine, le PCC fait de cet évènement la « Marche sur Lyon » (Lida yundong) (parce que certains des protestataires jouèrent un rôle important dans l'appareil du PCC).
Le directeur Wu Zhihui, quitte ses fonctions à la suite des protestations.
En octobre 1923, Chu Minyi, sous-directeur de l'institut,est séquestré par des protestataires et quitte Lyon pour retourner à Strasbourg. Un autre chinois, Zeng Zhongming, prend la direction de l'institut mais il n'a aucune autorité sur les étudiants chinois et c'est Maurice Courant qui assure la direction de l'institut. De manière récurrente, l'institut a eu des problèmes de financement découlant du difficile versement des indemnités des Boxeurs de la Chine à la France.
Par ailleurs, des étudiants de l'institut ont blâmé ouvertement Maurice Courant alors à la direction de l'institut, critiquant son enseignement ; ces propos ont été relayés par des journaux chinois.

### Fin de vie
À l'hiver 1932-1933, la fatigue interrompt l'activité d'enseignant de Maurice Courant et il est forcé de se reposer avec de grandes vacances. Il revient pour l'année scolaire 1933-1934 mais, début 1934, il fait un accident vasculaire cérébral (AVC). À la suite de cet accident il n'a plus d'activité professionnelle. Maurice Courant est mort au terme d'une vie solitaire le 18 août 1935 à Caluire,, mort qui est passée inaperçue, sauf pour les personnes qui le connaissaient. Sa pierre tombale est au cimetière de Passy, à Paris, dans le caveau familial.

## Postérité
Maurice Courant est un auteur peu connu qui, avec l'annexion japonaise (en 1910), n'a pas eu d'éclairage particulier sur ses travaux pendant un long moment après sa mort. Ce manque de reconnaissance a surtout été dû à son éloignement de Paris et à l'absence de disciple parmi les orientalistes. Cet auteur est en revanche connu dans le milieu des orientalistes du XXe siècle mais surtout comme étant la personne qui a écrit la Bibliographie coréenne.
À sa mort en 1935, Maurice Courant est déjà considéré comme « un homme du passé » et sa dernière publication de grande envergure date de 1920. Il n'écrit plus depuis sa blessure à la main de 1910, c'est donc logiquement qu'il a été oublié. À partir de l'indépendance de la Corée en 1945, les écrits de Maurice Courant sont à nouveau évoqués.

## Œuvre littéraire
Il a publié plus d'une cinquantaine de textes, principalement sur la Corée et, dans une moindre mesure, sur la Chine et le Japon.
En 1898, il rédige un texte intitulé Stèle chinoise du royaume de Ko kou rye qui décrit sur une trentaine de pages la stèle de Kwanggaet'o Wang, un monarque important de la période du Koguryo.
Il rédige une thèse de doctorat sur la musique chinoise avec une annexe sur la musique coréenne.
En 1904, il rédige le chapitre sur la Corée dans le Guide Madrolle (volume Chine du Nord et de l'Ouest, Corée, le transsibérien) ce qui en fait le premier guide touristique publié hors de Corée sur le pays.

### Répertoire historique de l'administration coréenne
En 1891, il écrit le Répertoire historique de l'administration coréenne qui est un ouvrage resté au stade de manuscrit non publié de son vivant. Pour l'ouvrage, il reçoit le prix de l'interprétariat.
Daniel Bouchez en fait une publication en 1985. Sous l'impulsion d'Alain Delissen, il est transcrit puis encodé en format Extensible Markup Language (XML),,.